# Notoreas niphocrena
Notoreas niphocrena is een vlinder uit de familie van de spanners (Geometridae). De wetenschappelijke naam van de soort is voor het eerst geldig gepubliceerd in 1883 door Edward Meyrick.